# La carrera del siglo
La carrera del siglo (Título original en inglés: The Great Race) es una película de comedia estadounidense de 1965, dirigida por Blake Edwards y con la actuación de Jack Lemmon, Tony Curtis, Natalie Wood, Peter Falk, Keenan Wynn y Vivian Vance en los papeles principales. El guion fue escrito por Blake Edwards y Arthur A. Ross, con la música de Henry Mancini y la dirección de fotografía de Russell Harlan y estaba basado en la carrera Nueva York - París de 1908. Obtuvo el Óscar a los mejores efectos de sonido (Treg Brown).

## Argumento
A principios del siglo XX, se celebra una loca carrera de coches de carácter internacional. Los participantes salen de Nueva York y la meta está en París. En medio, multitud de disparates y situaciones rocambolescas tienen lugar.

### Los coches
El coche de Tony Curtis, el "Leslie Special", fue construido inspirándose en el Thomas Flyer, el coche que ganó la carrera de Nueva York a París en 1908. De acuerdo con el Petersen Automotive Museum, cuatro "Leslie Special" fueron construidos para la película. Uno de ellos está expuesto en el Tupelo Automobile Museum en Tupelo (Misisipi).
Otro fue pintado de verde oscuro para aparecer en la película de 1970 La balada de Cable Hogue— es el coche que aparece justo al final y aun conserva las letras "Leslie Special".
El coche del villano se bautizó como "Hannibal Twin-8"; se montaron ocho. Uno está en el Petersen Automobile Museum, otro está en el Volo Auto Museum en Illinois.
Ambos vehículos estuvieron previamente expuestos en el museo Movie World's "Cars of the Stars" en Buena Park, California, hasta que fue cerrado a finales de los 70.

### La pelea de tartas
La escena de la pelea de tartas en la pastelería real fue filmada a lo largo de cinco días. Durante ese tiempo se lanzaron más de 4000 tartas, es la mayor pelea de tartas de la historia del cine. La escena dura algo más de cuatro minutos y costó US$200.000.
Se usaron tartas decoradas con grosellas, arándanos, fresas y limón.
Edwards les dijo a los actores que, por sí sola, la pelea no tenía gracia, la gracia estaba en crear tensión manteniendo inmaculada la ropa blanca de Leslie hasta el momento adecuado.
El rodaje de la escena se interrumpió el fin de semana y cuando volvieron el lunes, los residuos de tarta apestaban tanto que el plató tuvo que ser desinfectado.
Al principio los actores lo encontraron divertido, pero al final estaban hartos. Wood se atragantó con una tarta y Lemmon dijo que "cuando una de esas tartas te da en toda la cara es como una tonelada de cemento". Al final de la toma, cuando Edwards dijo "corten!", fue acribillado por cientos de tartas que el equipo había reservado especialmente para ese momento.
Toda la escena es un homenaje a Mack Sennett y otros artistas del cine mudo que usaron las peleas de tartas en sus comedias, como Charlie Chaplin, Los Tres Chiflados y El Gordo y el Flaco.

## Reparto
- Jack Lemmon como Profesor Fate y Príncipe Friedrich Hapnick
- Tony Curtis como Leslie Gallant III
- Natalie Wood como Maggie DuBois
- Peter Falk como Maximillian Mean ("Max")
- Keenan Wynn como Hezekiah Sturdy
- Arthur O'Connell como Henry Goodbody
- Vivian Vance como Hester Goodbody
- Dorothy Provine como Lily Olay
- Larry Storch como Texas Jack
- Ross Martin como Barón Rolf von Stuppe
- Hal Smith como el mayor de Boracho
- Denver Pyle como el sheriff de Boracho

## Banda sonora
Antes de que la película fuera oficialmente lanzada, la banda sonora fue pregrabada en Hollywood por RCA Victor Records para lanzamiento en vinilo LP. Henry Mancini estuvo seis semanas componiendo la música, y las sesiones de grabación englobaban 80 músicos. Mancini colaboró con el letrista Johnny Mercer en varias canciones incluyendo "The Sweetheart Tree ", un vals lanzado como sencillo. La canción suena repetidamente en la película como tema principal instrumental (La versión a coro suena en el intermedio que en algunas ediciones no está incluido) y es interpretada en pantalla por Natalie Wood con la voz doblada por Jackie Ward (no acreditada). La canción fue candidata al Oscar a la mejor canción original aquel año. Tres temas recurrentes aparecen en la película: El primero o tema principal aparece como balada, con banjo o con un estilo de 1900. El segundo es "The great Race march" con las tres primeras notas del himno americano. Y el tercer tema, es la melodía del profesor Fate. Banda sonora:
- "He Shouldn't A Hadn't A Oughtn't A Swang on Me" — Mancini/Mercer. Cantada por Dorothy Provine
- "Buffalo Gals" — Canción tradicional del Oeste cantada por coristas en el saloon de Boracho,
- "The Sweetheart tree (coro)" — Mancini
- "The Royal Waltz" — Mancini
- "Great Race March" — Mancini
- "They're Off" — Mancini
- "Push The Button, Max" (Tema del profesor Fate) — Mancini
- "The Great Race March" — Mancini
- "Cold Finger" — Mancini
- "Music To Become King By" — Mancini
- "Night, Night, Sweet Prince" — Mancini
- "The Pie in the Face Polka" — Mancini

## Otros créditos
1. Montaje: Ralph E. Winters
2. Diseño de Producción: Fernando Carrere
3. Diseño artístico: Fernando Carrere
4. Decorados: George James Hopkins
5. Diseño de Vestuario: Donfeld y Edith Head (ropa de Natalie Wood).
6. Maquillaje: Gordon Bau (maquillaje), Jean Burt Reilly (peluquería) y Sydney Guilaroff (estilista de Natalie Wood).
7. Directores de producción: Jony Juárez Moscoso, Chuck Hansen y Jack McEdward.
8. Ayudantes de dirección: Jack Cunningham, Dock Landry y Mickey McCardle.
9. Efectos de Sonido: Treg Brown
10. Sonido: M.A. Merrick
11. Efectos especiales: Danny Lee

## Comentarios
- El cameo de Edwards en esta película es su última intervención como actor.
- Ésta es la primera película en la que Edwards antepone su nombre al título de la película: Blake Edwards' The Great Race
- Además de The Sweetheart Tree, Mancini escribió otra conocida canción para la película, y de título muy largo: 'He Shouldn't A, Hadn't A, Oughtn't A Swang on Me!.
- La serie de dibujos animados Los autos locos se basa plenamente en esta película.

## Premios y candidaturas
- Treg Brown obtuvo el Oscar a los mejores efectos de sonido y el filme fue candidato a otros cuatro premios:
  - Mejor fotografía en color (Russell Harlan).
  - Mejor montaje (Ralph E. Winters).
  - Mejor sonido (George Groves.
  - Mejor canción (The sweetheart tree de Henry Mancini y Johnny Mercer)

- La canción de Mancini y Mercer también fue candidata al Globo de Oro y a los Laurel Golden.
- La película quedó en tercer lugar en la lista de los premios Golden Laurel.
- Edwards fue candidato al premio al mejor director en el Festival Internacional de Cine de Moscú.
- Jack Lemmon fue candidato al premio al mejor actor en los Globos de Oro.
- El guionista, Arthur A. Ross, fue candidato al premio al mejor escritor estadounidense de comedia en los WGA.